# Atemptat d'Ankara del 10 d'octubre del 2015
L'atemptat a Ankara  fou un doble atemptat amb bomba que va tenir lloc el 10 d'octubre de 2015 a la capital de Turquia, a Ankara, durant un míting convocat pel Partit Democràtic del Poble, la Unió de Metges Turcs i d'altres forces sindicals i polítiques d'esquerres d'oposició al govern, i al que hi assistien diversos milers de persones, per expressar el seu rebutj a l'augment de violència entre les Forces Armades de Turquia i rebels del Partit dels Treballadors del Kurdistan, tanmateix com a protesta contra les polítiques autoritàries del partit al Govern, el Partit de la Justícia i el Desenvolupament.
Les primeres hipòtesis suggeriren l'existència de dos atacants suïcides al centre de la manifestació, entre la multitud, quan milers de persones intentaven unir-se a la convocatòria davant la principal estació ferroviària de la ciutat, sota el lema «Per la Pau, el Treball i la Democràcia», dues hores abans del seu començament. Segons el Ministre de Salut de Turquia, la xifra de víctimes fou de 109 morts i més de 400 ferits; principalment manifestants pacífics.